# Ednyfed Fychan
Ednyfed Fychan ou Ednyfed Fychan ap Cynwrig (m. 1246) est le sénéchal (distain) puissant du royaume de Gwynedd au temps de Llywelyn le Grand. 

## Contexte
Devenu sénéchal en 1215, il aide le roi de Gwynedd à établir son autorité sur une grande partie du Pays de Galles. Après la mort de Llywelyn il est sénéchal de Dafydd ap Llywelyn, fils du feu roi. Ednyfed avait gagné de nombreuses terres au nord du Pays de Galles, surtout à Ynys Môn. Ses fils Goronwy et Tudur lui succèdent comme sénéchaux au temps de Llywelyn ap Gruffudd, Prince de Galles (m. 1282).
Engagé en bataille contre l'armée de Ranulf, seigneur de Chester, Ednyfed a gagné son renom en tranchant les têtes de trois guerriers anglais ennemis. Ces trois têtes deviennent l’emblème des armoiries d'Ednyfed et de ses descendants.

## Postérité
La dynastie Tudor débuta par le mariage secret entre Owen Tudor (Owain ap Maredudd ap Tudur), un descendant d'Ednyfed Fychan, et Catherine de Valois dont il fut le second époux (le premier ayant été le roi Henri V d'Angleterre). Leur petit-fils Henri Tudur (1457-1509), ayant battu le roi Richard III à la bataille de Bosworth, devint roi d'Angleterre prenant le nom d'Henri VII.

## Sources
- John Edward Lloyd, A history of Wales from the earliest times to the Edwardian conquest, Londres, Longmans, Green & Co., 1911